# Piero Vettori
Pour les articles homonymes, voir Vettori.
Piero Vettori (Florence, 1499 – 1585), Petrus Victorius en latin, est un philologue et humaniste italien, éditeur des auteurs antiques.

## Biographie
Piero Vettori fait partie de la grande famille oligarchique florentine des Vettori. Cousin de Francesco Vettori, il se forme à la littérature antique à Florence. Il commence des études de droit à Pise mais doit les abandonner pour des raisons de santé. Il rentre à Florence et se remet à l'étude des auteurs antiques dans le Studio fiorentino où quelques enseignements ont été maintenus après le transfert de l'université à Pise.
En 1522, il fait à un voyage en Espagne avec son cousin Paolo Vettori, amiral des galères pontificales, parti chercher le nouveau pape Adrien VI. Il recueille en Catalogne des inscriptions antiques.
Au moment de la République florentine (1527-1530), Piero Vettori prend parti pour la République. Il est un de ses ambassadeurs, occupe divers postes, il prononce un des discours à la milice florentine. Après le retour des Médicis en 1530, il se retire quelques mois dans sa propriété agricole de San Casciano in Val di Pesa où il s'occupe de questions agricoles. Il rentre très rapidement à Florence.
Dès son arrivée au pouvoir, le grand-duc Cosme Ier de Médicis le fait solliciter pour devenir professeur au Studio. Vettori hésite un moment, séjourne quelques semaines à Rome pour y chercher un emploi mais rentre à Florence et devient professeur de latin et de grec, puis de grec uniquement, au Studio, où il restera jusqu'à sa retraite en 1584. Parallèlement, il commence à s'occuper d'éditer les auteurs antiques en participant à l'édition des œuvres complètes de Cicéron chez les Giunti de Venise, complétant ainsi le premier volume de Navagero.
Il continue une carrière d'éditeur scientifique jusqu'en 1584. Il s'intéresse à l'agriculture, et édite les agronomes latins (Caton l'Ancien et Varron) et un volume de commentaires en 1541 et 1542 à Lyon. Il écrit aussi quelques années plus tard un Traité de l'éloge et de la culture des oliviers, qui fut un très grand succès et fut réédité de nombreuses fois. Il s'intéresse aussi à Aristote et à la rhétorique antique au sens large. Il édite, accompagnée d'une traduction et d'un commentaire, la Poétique d'Aristote en 1560, son livre le plus réputé. Il fait de même pour la Rhétorique et pour l'Éthique à Nicomaque. Il édite aussi, trois fois, le De Elocutione de Démétrios de Phalère. Admirateur du travail de Politien, il cherche à reproduire sa méthode de travail. Il recherche les manuscrits qui lui permettront d'éditer les textes antiques les plus corrects possibles, et préfère la correctio ope codicis à la correctio ope ingenii. Il édite des textes inédits à partir de manuscrits appartenant à la famille Médicis, par exemple les œuvres de Clément d'Alexandrie en 1550, Porphyre, etc. Il est le premier à donner le texte presque complet de l'Agamemnon et des Choéphores d'Eschyle, jusqu'alors considérées comme une seule tragédie, grâce à deux manuscrits qui donnent le texte.
Piero Vettori est au centre d'un important réseau de ce qui est en train de devenir la république des lettres. Il maintient une correspondance assidue, en italien et en latin, avec les humanistes, les hommes d'Église, les étudiants... Après sa nomination comme professeur, il entre à l'Académie florentine, devient sénateur du grand-duché et est chargé, à plusieurs reprises, de rédiger et prononcer des discours officiels : discours d'obédience au pape, éloges funèbres, etc.
Pour ce qui est de l'histoire de la philologie, le XVIe siècle a été appelé le saeculum Victorianum par Rudolf Pfeiffer en hommage à Piero Vettori.

## Ouvrages
Éditions d'auteurs antiques et commentaires
- Cicéron : traités de rhétorique et correspondance
- Commentaires philologiques à son édition des épîtres familières de Cicéron
- Agronomes latins : Varron, Caton l'Ancien et un volume de commentaires philologiques
- Tragiques grecs : Eschyle, Euripide
- Salluste (1571)
- Denys d'Halicarnasse, Vies d'Isée et Dinarque
- Aristote : Poétique, Rhétorique, Éthique à Nicomaque
- Variarum lectionum libri : commentaires sur les auteurs antiques.

Autres œuvres
- Traité de la culture des oliviers
- Discours funèbres, discours d'obédience
- Traité du voyage d'Hannibal en Toscane
- Correspondance latine et discours de rentrée universitaire : édités après sa mort par son petit-fils mais préparés par lui-même.
- Œuvres complètes de Giovanni della Casa, terminées après la disparition de ce dernier.

## Reproductions
Piero Vettori est présent dans la galerie de portraits des Médicis, encore aujourd'hui au palais des Offices. Il est représenté aussi, comme les Florentins célèbres de son temps, sur la façade du palais Valori à Florence. Un membre de la famille Valori, Bartolomeo (Baccio) était l'un de ses amis de jeunesse.
Il existe un portrait par Santi di Tito, actuellement en mains privées. Piero Vettori fit aussi l'objet d'une médaille de son vivant. Une gravure est présente dans l'édition de sa correspondance latine publiée en 1586 par son petit-fils Francesco, peu de temps après sa mort.